# 鄧以明

鄧以明の紋章

鄧 以明（とう いめい、英語：Dominic Tang Yee-ming, S.J.、1908年5月13日 - 1995年6月27日）はカトリック広州教区初の中国人司教で、イエズス会士である。

## 生涯
1908年5月13日、鄧以明は香港に生まれた。1941年5月31日、上海で助祭に叙階される。1951年2月13日、広州で司教に聖別されて、フランス人司教の職務を引き継いだ。
1950年代には鄧以明はローマ教皇庁の指示を執行し、信徒が政府の発動する政治運動に参加するのを阻止した。1958年2月5日、鄧以明は「反革命の罪」により逮捕され入獄する。裁判を受けることなく、獄中に22年もの間監禁され、1980年6月9日になって釈放されて出獄し、司教の職務を行使する権利を回復した。
1980年11月5日、政府関連部門の承認を経て、鄧以明はビザを獲得し、香港に病気の治療に赴く。1981年4月30日、鄧以明は報告のためにローマに赴き、6月6日、教皇庁からカトリック広州教区大司教に任命される。6月11日、中国天主教愛国会の責任者である楊高堅司教は激烈な言辞の声明を発表し、教皇庁のこの任命は中国カトリック教会と国家主権を損なったと責めた。同年、広東省天主教愛国会はカトリック恵陽教区を広州教区に合併させ、そして元の恵陽教区の司教葉蔭芸を合併後の広州教区司教にした。
1995年初め、鄧以明はアメリカのサンタ・クララに赴き療養する。5月にコネチカット州スタンフォードに赴き、上海教区龔品梅枢機卿が挙行する司祭叙階65週年、司教聖別45週年および枢機卿に挙げられて15週年の三つのお祝いの祝典への参加の際に、肺炎に感染していることが判明した。6月27日に病により、アメリカコネチカット州スタンフォードの聖ヨゼフ医療センターで亡くなる。87歳であった。遺体はサンタ・クララの近郊のミッションサンタクララ・デ・アシスのイエズス会墓地に葬られた 。